# Леополд (Шлезвиг-Холщайн-Зондербург-Визенбург)
Вижте пояснителната страница за други личности с името Леополд.
Леополд фон Шлезвиг-Холщайн-Зондербург-Визенбург (на немски: Leopold Herzog von Schleswig-Holstein-Sonderburg-Wiesenburg; * 12 януари 1674, Бжег; † 4 март 1744, Виена) от фамилията Олденбург, е херцог на Шлезвиг-Холщайн-Зондербург-Визенбург.

## Произход
Той е единственият син на херцог Фридрих фон Шлезвиг-Холщайн-Зондербург-Визенбург (1652 – 1724) и принцеса Шарлота фон Лигница-Бриг (1652 – 1707), дъщеря на херцог Кристиан фон Лигница-Бриг (1618 – 1672) и Луиза фон Анхалт-Десау (1631–1680), дъщеря на княз Йохан Казимир фон Анхалт-Десау и Агнес фон Хесен-Касел. Кръстен е на император Леополд I. Родителите му се развеждат през 1680 г.

## Фамилия
Леополд се жени на 6 март 1713 г. във Виена за принцеса Мария Елизабет фон Лихтенщайн (* 3 май 1683; † 8 май 1744, Виена), вдовица на княз Максимилиан II фон Лихтенщайн (1641 – 1709), дъщеря на княз Йохан Адам I Андреас фон Лихтенщайн (1662 – 1712) и графиня Ердмунда Мария фон Дитрихщайн-Николсбург (1652 – 1737). Те имат четири дъщери:
- Терезия Мария Анна (* 19 декември 1713, Виена; † 14 юли 1745, Йотинген), омъжена в дворец Ветцдорф на 27 май 1735 г. за княз Йохан Алойз I фон Йотинген-Шпилберг (1707 – 1780)
- Елеонора фон Холщайн (* 18 февруари 1715, Виена, † март 1760, Брюн), омъжена на 29 март 1731 г. за Джузепе Гонзага, херцог на Гуастала (1690 – 1746)
- Мария Габриела Фелицитас (* 22 октомври 1716, Виена, † 13 юни 1798), омъжена в дворец Ветцдорф на 25 май 1735 г. за принц Карл Фридрих фон Фюрстенберг-Мьоскирх (1714 – 1744)
- Мария Шарлота Антония (* 12 февруари 1718, Виена; † 4 юни 1765, Хораздиовитц), омъжена във Виена на 7 юли 1735 и на 25 юли 1736 в Св. Веит за княз Карл Томас фон Льовенщайн-Вертхайм-Рошфор (1714 – 1789)
- Мария Антония Хедвиг (* 17 януари 1721, Виена; † 26 март 1735, Виена)